# أوين دانيال
أوين دانيال (بالإنجليزية: Owen Daniel)‏ هو سياسي بريطاني، ولد في 11 أبريل 1875 في المملكة المتحدة، وتوفي في 5 يناير 1936 في أستراليا. حزبياً، نشط في Country and Progressive National Party ‏. وقد انتخب عضو المجلس التشريعي ولاية كوينزلاند.